# Сражение под Уральском
Сражение под Уральском — одно из сражений отрядов Алаш-Орды с силами Красной армии в ходе Гражданской войны в России.

## Ход действий
В ходе весеннего наступления армий Колчака 16 апреля Дутов захватил Актюбинск. 21 апреля Оренбург был почти окружен белыми, имевшими четырёхкратное превосходство над оборонявшими город силами. Резко ухудшилась ситуация под Уральском. Ослабление советских сил в Уральской области, привело к оживлению казачества и наступлению его с юга на Уральск. Руководители области отмечали «ужасающую организационную разруху», острый недостаток советских работников, нехватку оружия и просили немедленной помощи.
Однако шеститысячный отряд красноармейцев, направленный из Бузулука, был разбит: 2000 человек, по данным белых, были убиты, 2500 взяты в плен.
Пытаясь сосредоточить большие силы, Алаш-Орда организовала мобилизацию, но из 1500 призванных джигитов основная масса разбежалась по аулам, узнав о предстоящем наступлении красных. Повторно удалось набрать лишь 500 человек. Ставка Алаш-Орды находилась в Джамбейты.